# Милошево (Неготин)
Милошево је насеље у Србији у општини Неготин у Борском округу. Према попису из 2022. у насељу је било 316 становника (према попису из 2011. било је 443 становника, према попису из 2002. било је 517 становника а према попису из 1991. било је 913 становника).

## Положај села
Милошево је ратарско-сточарско сеоско насеље збијеног типа удаљено 4 километра северно од Неготина. Смештено је на просечно 55 метара надморске висине, на десној обали канала Јасеничке реке, с обе стране магистралног пута Неготин-Кладово. Северна географска ширина насеља је 44° 15’ 25”, источна географска дужина 22° 31’ 53”, а површина атара 831 хектар.
Село је на обема странама Јасеничке реке, где она, пошто је просекла видровачки плато, улази у неготинску равницу. Куће су на десној страни Јасеничке реке.

## Историја
Први пут се помиње у турским пописима 1530. године као насеље са 15 кућа, 1586. године је имало 12, 1783. 80 (влашких) кућа, а 1866. године 78 кућа. Остаци раније насељености у атару насеља су многобројни (развалине црквице, старо гробље, надгробни споменици са урезаним крстовима и друго). До краја 19. века насеље је носило назив Короглаш (Округлица или Округлаш). Сматра се да су оснивачи насеља Срби са Косова. Данашње насеље је подељено на Горњи и Доњи крај.
На аустријској карти Темишварски Банат забележено је место Okrugliciz, а 1736. године се помиње село Округлаш. Село је 1784. године је забележено под именом Okruglacz а доцније Короглаш, сада Милошево. То име је село добило указом крајем 19. века. Короглаш је 1846. године имао 54; 1866. 78, а 1924. Милошево је имало 124 куће.
Како записује Коста Јовановић који је ово подручје истраживао пре и после Првог светског рата, на левој страни Јасеничке реке има доста очуваних развалина од једне црквице, која је „долетела из грешне земље Влашке”, као и много споменика, на којима су уклесане године, 1718, 1768, 1775. 1776.
У насељу су између два светска рата живеле следеће фамилије: Матићи, Крстићи (слава Свети Арханђео и Свети Трифун), Пајићи (слава Петковица), Стевановићи, Ђорђевићи (слава Свети Арханђео), Недељковићи и Јовичићи (слава Свети Трифун), Илићи (слава Свети Арханђео), Станковићи (слава Свети Арханђео), Рајићи, Рашићи, Рајковићи (слава Свети Јован), Петровићи (слава Свети Никола и Петковица), Ђорђевићи, „Мађари“ (слава Ђурђевдан), Сочани, Радуловићи и Димитријевићи (слава Петковица), Аврамовићи (слава Свети Ђорђе), Недељковићи (слава Свети Никола), Кецуљешти (слава Петковица), Стопљешти (слава Петковица), Черчелани (слава Свети Никола), Барбуловићи (слава Митровдан), Танасешти (слава Петковица), Бугари (слава Свети Никола), Благојевићи (слава Свети Ђорђе), Николићи (слава Свети Ђорђе) и Раичићи (слава Петковица). Сеоска заветина је Спасовдан.
У односу на попис породица Косте Јовановића данас у селу нема породица: Рашић, Рајковић, Сочан, Кецуљашти, Стојиљешћи, Рајчић.
У близини насеља се налази и Короглашки манастир из XV века. Он је једнобродна грађевина моравске школе (по предању саграђена у време цара Душана, због чега се прво звао Душинац или Душица).
Становништво Милошева је православно, приликом пописа национално се изјашњава као српско и углавном се бави ратарством и сточарством. Антропогеографским и етнолошким изучавањима сврстано је у влашка насеља.
Године 1921. је имало 124 куће и 692 становника, 1948. 171 кућу и 790 становника, а 2002. године 255 кућа и 517 становника. Године 2007. на привременом раду у иностранству (углавном Аустрија) из овог насеља је око 150 становника.
Основна школа је основана 1896. (дограђена 1935) године. Школске 2006/2007. године имала је 5 ученика.
Земљорадничка задруга у Милошеву је основана је 1935. године (обновљена 1947. године као земљорадничка набавно-продајна задруга). Године 1957. припаја се Земљорадничкој задрузи у Неготину.
Насеље је електрифицирано 1954. године, Дом културе је направљен 1955. године, водовод изграђен 1974. године, асфалт у насељу је урађен 1982, а телефонске везе са светом 1984. године.

## Демографија
Према последњем попису из 2022. године у Милошеву је живело 316 становника што је за 127 мање у односу на 2011. када је на попису било 443 становника. У насељу живи 304 пунолетних становника, а просечна старост становништва износи 60,30 година (58,99 код мушкараца и 61,82 код жена).
Према подацима пописа из 2022. у насељу има 155 домаћинства, а просечан број чланова по домаћинству је 2,04 а према истом попису у насељу има 241 стамбених јединица од којих је 159 насељених.
Ово насеље је углавном насељено Србима (према попису из 2002. године).
|  |

| Демографија | Демографија | Демографија |
| Година      | Становника  | Становника  |
| ----------- | ----------- | ----------- |
| 1948.       | 790         |             |
| 1953.       | 800         |             |
| 1961.       | 775         |             |
| 1971.       | 813         |             |
| 1981.       | 903         |             |
| 1991.       | 913         | 640         |
| 2002.       | 517         | 902         |
| 2011.       | 443         |             |
| 2022.       | 316         |             |

| Етнички састав према попису из 2002.‍ | Етнички састав према попису из 2002.‍ | Етнички састав према попису из 2002.‍ | Етнички састав према попису из 2002.‍ | Етнички састав према попису из 2002.‍ |
| ------------------------------------ | ------------------------------------ | ------------------------------------ | ------------------------------------ | ------------------------------------ |
|                                      |                                      |                                      |                                      |                                      |
| Срби                                 | Срби                                 |                                      | 405                                  | 78,33%                               |
| Власи                                | Власи                                |                                      | 14                                   | 2,70%                                |
| Румуни                               | Румуни                               |                                      | 4                                    | 0,77%                                |
| Југословени                          | Југословени                          |                                      | 1                                    | 0,19%                                |
| непознато                            | непознато                            |                                      | 92                                   | 17,79%                               |

| Година пописа     | 1948. | 1953. | 1961. | 1971. | 1981. | 1991. | 2002. |
| ----------------- | ----- | ----- | ----- | ----- | ----- | ----- | ----- |
| Број домаћинстава | 171   | 179   | 185   | 200   | 224   | 206   | 176   |

| Број чланова      | 1  | 2  | 3  | 4  | 5  | 6  | 7 | 8 | 9 | 10 и више | Просек |
| ----------------- | -- | -- | -- | -- | -- | -- | - | - | - | --------- | ------ |
| Број домаћинстава | 45 | 43 | 25 | 32 | 14 | 13 | 2 | 2 | 0 | 0         | 2,91   |

| Пол    | Укупно | Неожењен/Неудата | Ожењен/Удата | Удовац/Удовица | Разведен/Разведена | Непознато |
| ------ | ------ | ---------------- | ------------ | -------------- | ------------------ | --------- |
| Мушки  | 209    | 29               | 146          | 21             | 9                  | 4         |
| Женски | 238    | 32               | 140          | 58             | 6                  | 2         |
| УКУПНО | 447    | 61               | 286          | 79             | 15                 | 6         |

| Пол    | Укупно                    | Пољопривреда, лов и шумарство | Рибарство                            | Вађење руде и камена | Прерађивачка индустрија       |
| ------ | ------------------------- | ----------------------------- | ------------------------------------ | -------------------- | ----------------------------- |
| Мушки  | 103                       | 39                            | 0                                    | 1                    | 27                            |
| Женски | 70                        | 41                            | 0                                    | 0                    | 5                             |
| УКУПНО | 173                       | 80                            | 0                                    | 1                    | 32                            |
| Пол    | Производња и снабдевање   | Грађевинарство                | Трговина                             | Хотели и ресторани   | Саобраћај, складиштење и везе |
| Мушки  | 0                         | 0                             | 12                                   | 2                    | 6                             |
| Женски | 0                         | 0                             | 4                                    | 4                    | 2                             |
| УКУПНО | 0                         | 0                             | 16                                   | 6                    | 8                             |
| Пол    | Финансијско посредовање   | Некретнине                    | Државна управа и одбрана             | Образовање           | Здравствени и социјални рад   |
| Мушки  | 1                         | 4                             | 4                                    | 0                    | 2                             |
| Женски | 2                         | 2                             | 0                                    | 4                    | 5                             |
| УКУПНО | 3                         | 6                             | 4                                    | 4                    | 7                             |
| Пол    | Остале услужне активности | Приватна домаћинства          | Екстериторијалне организације и тела | Непознато            | Непознато                     |
| Мушки  | 3                         | 0                             | 0                                    | 2                    | 2                             |
| Женски | 0                         | 0                             | 0                                    | 1                    | 1                             |
| УКУПНО | 3                         | 0                             | 0                                    | 3                    | 3                             |